# Орден Святої Анни

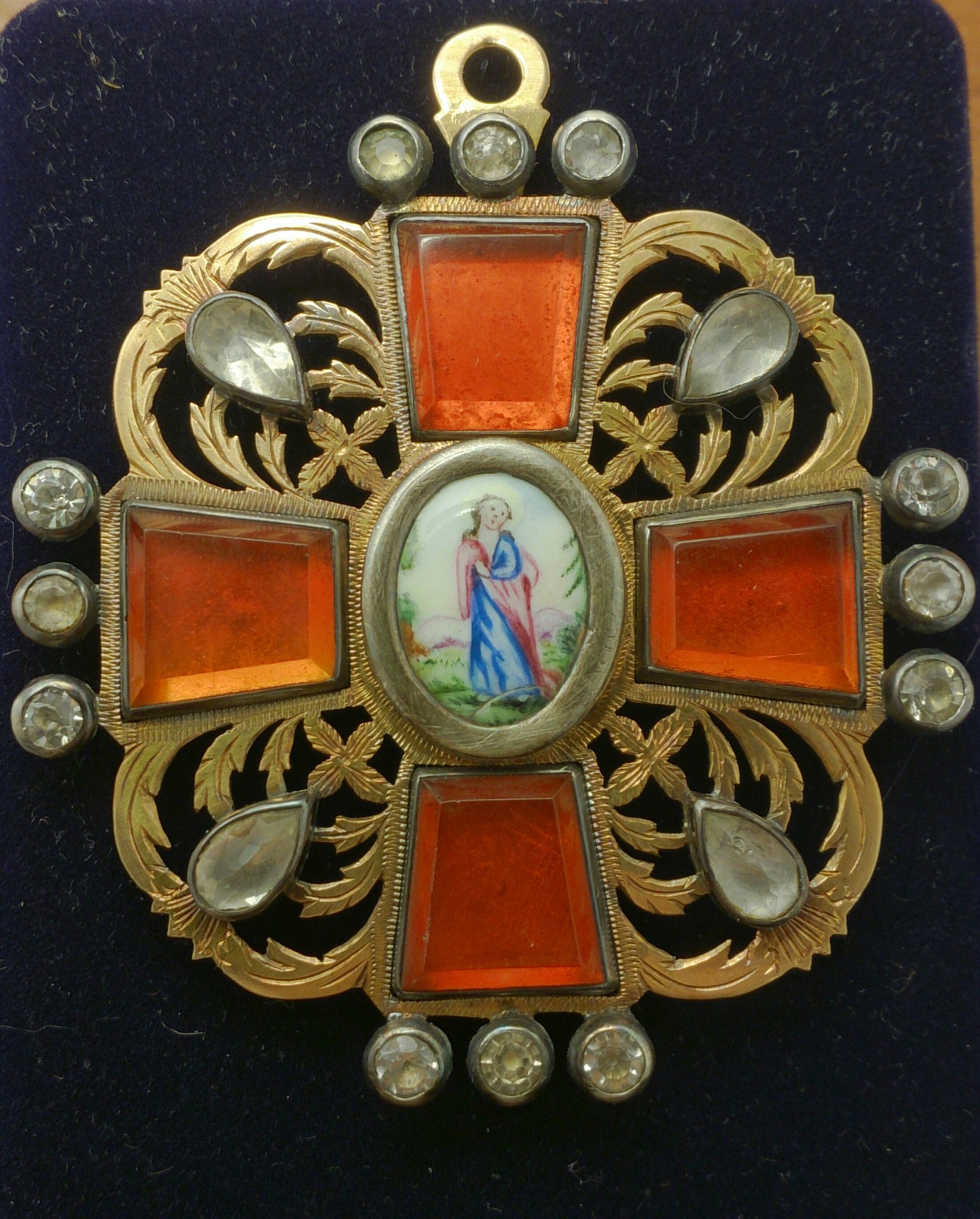
Орден Святої Анни раннього типу.

Імпера́торський О́рден Свято́ї А́нни — орден, заснований 1735 року як династична нагорода прусського герцогства Гольштейн-Готторп.
5 квітня 1797 році зведений на трон імператор Павло I своїм указом ввів цей орден в нагородну систему Російської імперії для відзнаки широкого кола державних чиновників і військовиків. Повна офіційна назва ордену — Імператорський Орден Святої Анни. При цьому, орден Св. Анни, прилічений до державних нагород Російської Імперії, ніколи не переставав мати особливого статусу династичної нагороди Романових. Названий орден на честь доньки Петра І Анни Петрівни (бабусі Павла I).
Статут ордена був затверджений у 1829 році. Мав 4 ступені, нижчий 4-й ступінь призначався для нагородження лише за бойові заслуги (наймолодший офіцерський орден). За старшинством орден стояв на рівень нижче за орден Святого Володимира і до 1831 року був наймолодшим в ієрархії орденів Російської імперії. З 1831 року до ієрархії державних нагород був введений польський орден Святого Станіслава, що став на рівень нижче за старшинством від ордена Св. Анни.
Від часу створення Ордена Св. Анни ним були нагороджені сотні тисяч осіб.

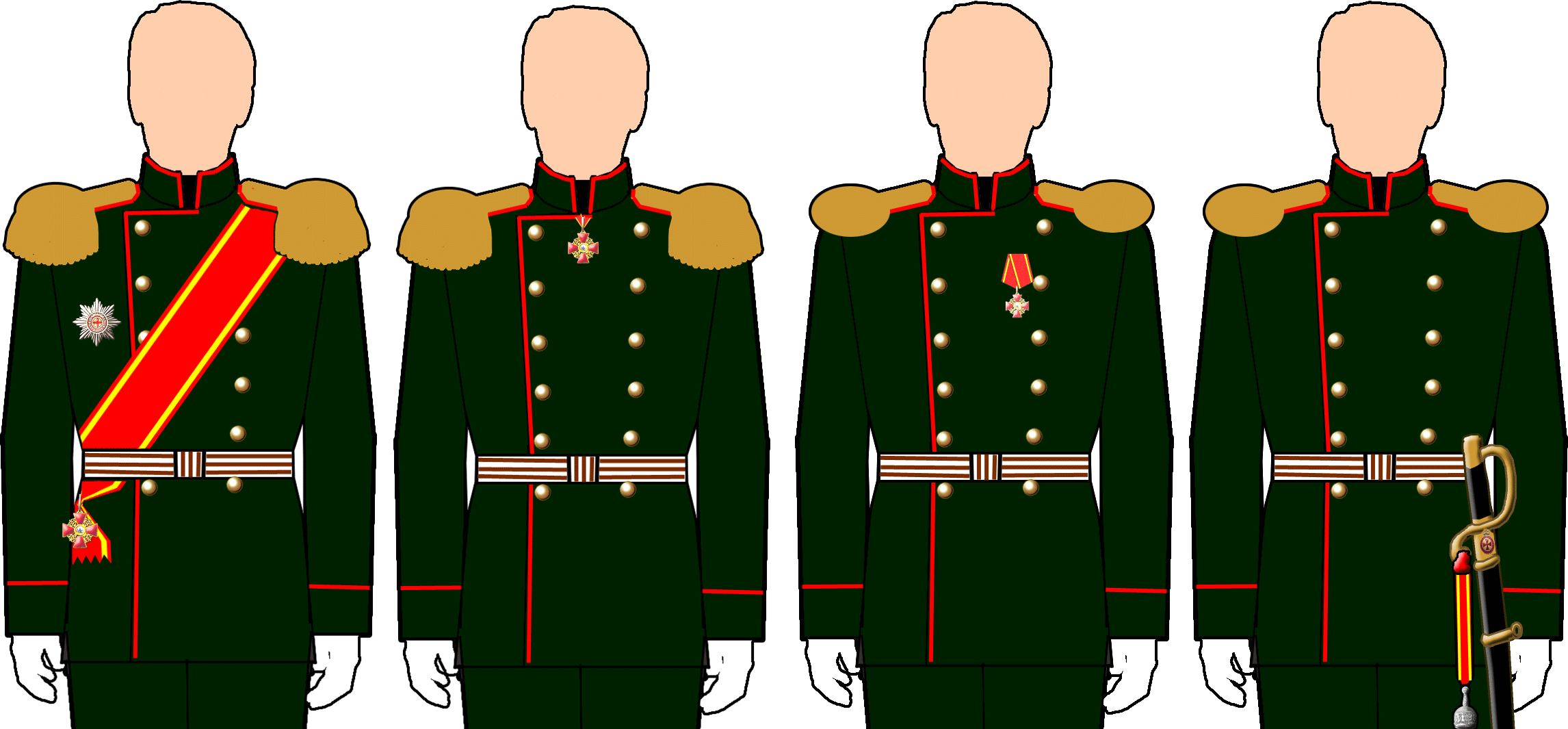
Правила носіння ордена (зліва направо від I до IV ступеня)

## Кавалери ордену
- 5 лютого 1742 — Олексій Розумовський
- 9(29?) червня 1746 — Кирило Розумовський
- 1757 — Михайло Волконський
- 19 березня 1762 — Франческо Бартоломео Растреллі
- 9 травня 1762 — Адам Казимир Чарторийський
- 9 травня 1762 — Василь Гудович
- 22 вересня 1762 — Микола Репнін
- 1763 — Олександр Вяземський
- 26 січня 1767 — Семен Кочубей
- 26 січня 1767 — Станіслав Радзивілл
- 22 грудня 1784 — Ксаверій Любомирський
- 1806 — Іван Котляревський.